# Santamartataggstjärt
Santamartataggstjärt (Synallaxis fuscorufa) är en fågel i familjen ugnfåglar inom ordningen tättingar.

## Utseende och läte
Santamartataggstjärten är en stor (17 cm) taggstjärt med rödbrun fjäderdräkt. På huvud, hals och övre delen av bröstet är den orange- till rostfärgad, liksom på vingar och den relativt långa stjärten. På ryggen och flankerna är den olivgrå, medan det på strupen finns en svart fläck som dock ofta är dold. Både ben och näbb är mörka. Lätet är ett ofta upprepat nasalt "dit-dit-du".

## Utbredning och systematik
Fågeln förekommer i Santa Marta-bergen (nordöstra Colombia). Den behandlas som monotypisk, det vill säga att den inte delas in i några underarter.

## Status och hot
Santamartataggstjärt har en liten världspopulation bestående av uppskattningsvis endast 2 500–10 000 vuxna individer. Beståndet tros dock vara stabilt. Internationella naturvårdsunionen IUCN kategoriserar den som nära hotad.